# 김현우 (1981년)
김현우(한국 한자: 金炫雨, 1981년 6월 7일 ~ )는 대한민국의 전 축구 선수이며, 포지션은 수비수였다.